# 김용환 (1932년)
김용환(金龍渙, 1932년 2월 5일 ~ 2017년 4월 7일)은 대한민국의 정치인이다. 제13·14·15·16대 국회의원을 지냈다. 본관은 경주(慶州)이며, 충청남도 보령군 출생이다. 호(號)는 정암(靜岩)이다.

## 주요 경력
- 1965년 미국 캘리포니아대학교 버클리캠퍼스 객원 연구원
- 1966년 일본 게이오기주쿠대학교 객원 연구원
- 1966년 ~ 1968년 5월 재무부 이재국장
- 1968년 5월 ~ 8월 재무부 세정차관보
- 1968년 8월 ~ 1971년 1월 농림부 농정차관보
- 1971년 1월 대통령 비서실 외자담당비서관
- 1972년 3월 ~ 8월 제22대 상공부 차관
- 1972년 8월 ~ 1973년 5월 제24대 재무부 차관
- 1973년 5월 중화학공업추진위원회 기획단장
- 1973년 8월 대통령 비서실 경제담당비서관
- 1974년 9월 ~ 1978년 12월 제26대 재무부 장관
- 1984년 2월 ~ 1985년 8월 인하대학교 행정학과 초빙교수
- 1985년 8월 ~ 1986년 8월 한양대학교 행정학과 초빙교수
- 1987년 11월 신민주공화당 정책위원회 의장, 아시아태평양경제연구소 회장
- 1988년 5월 ~ 1992년 5월 제13대 국회의원 (충남 대천·보령 / 신민주공화당)
- 1990년 2월 민주자유당 정책위원회 위원장
- 1992년 5월 ~ 1996년 5월 제14대 국회의원
- 1996년 4월 자유민주연합 부총재
- 1996년 5월 ~ 2000년 5월 제15대 국회의원 (충남 보령 / 자유민주연합)
- 1997년 3월 자유민주연합 부총재
- 1997년 6월 비상경제대책위원회 위원장
- 1998년 6월 자유민주연합 수석부총재
- 1999년 11월 이석 등과 의기상투하여 희망의한국신당을 창당, 희망의한국신당 부총재 취임
- 2000년 2월 희망의한국신당 대표 총재 취임
- 2000년 5월 ~ 2004년 5월 제16대 국회의원
- 2001년 11월 한나라당 국가혁신위원회 위원장
- 2003년 7월 한나라당 지도위원회 위원장
- 2012년 2월 한나라당 상임고문
- 2012년 2월 ~ 2017년 2월 새누리당 상임고문
- 2017년 2월 자유한국당 상임고문

## 학력
- 남포국민학교 졸업
- 공주중학교 졸업
- 공주고등학교 졸업
- 서울대학교 법과대학 법학과 학사

### 비학위 수료
- 미국 캘리포니아대학교 버클리캠퍼스 객원 연구과정 수료
- 일본 게이오기주쿠대학교 객원 연구과정 수료

### 명예 박사 학위
- 미국 페얼레이 디킨슨 대학교 명예 경제학 박사

## 가족 관계
- 배우자 : 나춘구
  - 아들 : 김기주, 김기영

## 역대 선거 결과
|  | 57.46% |

|  | 69.54% |

|  | 70.27% |

|  | 38.66% |

## 소속 정당
| 소속 정당 | 소속 정당      | 소속 기간 | 비고           |
| --------- | -------------- | --------- | -------------- |
|           | 신민주공화당   | 1987~1990 | 창당 정계 입문 |
|           | 민주자유당     | 1990~1992 | 합당           |
|           | 무소속         | 1992      | 탈당           |
|           | 새한국당       | 1992      | 입당           |
|           | 무소속         | 1992      | 탈당           |
|           | 통일국민당     | 1992~1994 | 입당           |
|           | 신민당         | 1994~1995 | 합당           |
|           | 자유민주연합   | 1995~1999 | 합당           |
|           | 무소속         | 1999~2000 | 탈당           |
|           | 희망의한국신당 | 2000~2001 | 창당           |
|           | 한나라당       | 2001~2012 | 합당 정계 은퇴 |
|           | 새누리당       | 2012~2017 | 당명 변경      |
|           | 자유한국당     | 2017      | 당명 변경 사망 |

## 같이 보기
- 대천시·보령군
- 보령군의 국회의원
- 보령시 (선거구)
- 보령시의 국회의원
- 보령시·서천군
- 서천군의 국회의원
- 대한민국의 대통령비서실 수석비서관
- 대한민국의 기획재정부 차관보
- 대한민국의 산업통상자원부 차관
- 대한민국의 농림축산식품부 차관보
- 대한민국의 기획재정부 차관
- 대한민국의 기획재정부 장관